# 187e division d'infanterie (Empire allemand)
Pour les articles homonymes, voir 187e division d'infanterie.
La 187e division d'infanterie est une unité de l'armée allemande créée en 1915 sous la forme d'une brigade d'infanterie qui prend le nom de 187e division d'infanterie en juin 1916. Cette unité participe à la Première Guerre mondiale. Au cours de l'année 1915 et jusqu'au 15 août, l'unité occupe un secteur du front en Alsace. Durant l'automne 1916, la division est transférée sur le front de l'est et engagée dans la campagne contre la Roumanie.
En février 1917, la division est transportée sur le front de l'ouest en Lorraine avant d'être engagée dans la bataille du Chemin des Dames. Au mois de septembre, elle est transférée dans les Flandres et combat lors de la bataille de Passchendaele. Au mois de mars 1918, la division est engagée dans l'opération Michael. Durant l'été et l'automne, elle occupe un secteur en Artois. Après la signature de l'armistice, la division est rapatriée en Allemagne et dissoute.

## Création
- 20 mai 1915 : création de la 187e brigade d'infanterie
- 19 juin 1916 : transformée en 187e division d'infanterie

## Première Guerre mondiale

### Composition

#### 1915
- 187e brigade d'infanterie

187e régiment d'infanterie
188e régiment d'infanterie
189e régiment d'infanterie
- 231e détachement d'artillerie (3 batteries)
- 187e compagnie de pionniers

#### 1916
- 187e brigade d'infanterie

187e régiment d'infanterie
188e régiment d'infanterie
189e régiment d'infanterie
- 5e et 6e escadron du 16e régiment de hussards (de)
- artillerie

231e régiment d'artillerie de campagne (9 batteries)
3 batteries d'artillerie de montagne
- 187e compagnie de pionniers

#### 1917
- 187e brigade d'infanterie

187e régiment d'infanterie
188e régiment d'infanterie
189e régiment d'infanterie
- 3e escadron du 16e régiment de dragons
- commandement d'artillerie divisionnaire

231e régiment d'artillerie de campagne (9 batteries)
- 187e bataillon de pionniers

#### 1918
- 187e brigade d'infanterie

187e régiment d'infanterie
188e régiment d'infanterie
189e régiment d'infanterie
- 5e escadron du 16e régiment de dragons
- 6e commandement d'artillerie divisionnaire

231e régiment d'artillerie de campagne (9 batteries)
66e bataillon d'artillerie à pied
- 187e bataillon de pionniers

### Historique

#### 1915
- 20 mai - 31 décembre : formation, puis occupation d'un secteur en Alsace dans la vallée de la Fecht, vers Metzeral, Sondernach, l'Hilsenfirst et le Reichackerkopf.

#### 1916
- 1er - 31 janvier : retrait du front, repos dans la région de Colmar.
- 1er février - 15 août : mouvement vers le front, occupation de secteur dans la vallée de la Fecht, vers Guebwiller et combats pour la maitrise des hauteurs du Hartmannswillerkopf et du Reichackerkopf[1].
- 16 août - 13 septembre : retrait du front, repos dans la région de Munster et de Rouffach. À partir 30 août, transport par V.F. sur le front de l'Est, par Karlsruhe, Stuttgart, Ulm, Munich, Vienne, Budapest pour atteindre le front roumain[1].
- 13 septembre 1916 - 12 février 1917 : mouvement vers le front, combat sur le front roumain.

26 - 29 septembre : combats dans la région de Sibiu.
29 septembre - 10 octobre : combats autour de Făgăraş. Du 30 septembre au 24 novembre, des unités de la division sont employées autour du col Turnu Roșu.
5 octobre : combats dans les monts Perşani.
7 - 9 octobre : combats autour de Brașov.
10 -14 novembre : une partie de la division est engagée dans des combats autour de Szurduk.
16 - 17 novembre : l'autre partie de la division est employée dans la prise de Târgu Jiu.
18 - 23 novembre : poursuite des troupes roumaines à travers la Valachie.
24 - 27 novembre : combat le long de l'Olt.
27 - 30 novembre : mise en réserve.
1er - 16 décembre : mouvement vers le front, combats défensifs dans le secteur de Gyimes, Uz et Gebiet.
17 décembre 1916 - 7 janvier 1917 : organisation et occupation d'un secteur vers le col d'Oituz (de).

#### 1917
- 8 janvier - 11 février : occupation d'un secteur le long de la Putna et dans la vallée de Slanic.
- 12 - 25 février : retrait du front, transport par V.F. sur le front de l'ouest par Arad, Budapest, Oppeln, Breslau, Dresde, Wurtzbourg, Strasbourg pour atteindre Dieuze[1].
- 26 février - 20 avril : repos et instruction dans la région de Dieuze.
- 20 - 28 avril : mouvement vers le front, occupation d'un secteur vers Moncel-lès-Lunéville et Arracourt.
- 28 avril - 10 mai : retrait du front, transport par V.F. de Morhange à Amagne.
- 10 mai - 15 juin : mouvement vers le front, occupation d'un secteur au nord de Berméricourt et au sud-est de Berry-au-Bac, engagée dans la bataille du Chemin des Dames.
- 16 juin - 14 juillet : retrait du front, repos et instruction. La division est transformée en division de choc[1].
- 14 juillet - 26 août : engagée sur le front des monts de Champagne, vers le mont Cornillet, mont Blond et le mont Haut. Violente attaque française le 26 juillet.
- 26 août - 29 septembre : retrait du front, repos et instruction au camp de La Neuville-en-Tourne-à-Fuy, puis dans le secteur de Vervins.
- 30 septembre - 12 octobre : engagée dans la bataille de Passchendaele dans le secteur de Poelkapelle contre l'attaque britannique.

10 octobre : contre-attaque allemande dans le secteur de Langemark avec de lourdes pertes.
- 13 octobre - 4 novembre : retrait du front, repos au nord de Bruges.
- 5 novembre 1917 - 10 janvier 1918 : mouvement vers le front, engagée dans un secteur au sud de Dixmude.

#### 1918
- 10 janvier - 20 février : mouvement de rocade, relève de la 38e division de Landwehr (de)[2] et occupation d'un secteur vers le bois Grenier au sud d'Armentières.
- 21 février - 20 mars : relevée par la 6e division d'infanterie bavaroise[2] ; retrait du front, repos et instruction dans la région de Lille.
- 21 mars - 18 mai : mouvement de Douai vers Vitry-en-Artois atteint le 27 mars. Engagée dans l'opération Michael à partir du 28 mars dans le secteur de Fampoux. Relevée par la 2e division de réserve de la Garde[2].
- 19 mai - 18 juin : retrait du front, repos dans la région de Douai.
- 19 juin - 7 juillet : relève de la 2e division de réserve de la Garde.
- 7 - 14 juillet : relevée par la 48e division de réserve[2], repos.
- 14 juillet - 3 septembre : mouvement vers le front, relève de la 39e division d'infanterie[2], occupation d'un secteur entre Neuf-Berquin et Vieux-Berquin au nord de Merville. Relevée début septembre, par extension du front des divisions adjacentes.
- 3 - 28 septembre : mouvement de rocade, renforcement du front dans le secteur de Inchy-en-Artois et combat avec de fortes pertes.
- 28 septembre - 9 octobre : retrait du front et repos dans la région de Bouchain.
- 9 - 20 octobre : relève de la 15e division de réserve[2] et occupation d'un secteur dans la région d'Oppy.
- 20 - 27 octobre : retrait du front, repos.
- 27 octobre - 11 novembre : mouvement vers le front, renforcement de la ligne vers Château l'Abbaye au nord-est de Saint-Amand, puis mouvement vers la région de Quiévrechain[2]. Après la signature de l'armistice, la division est rapatriée en Allemagne et dissoute au cours de l'année 1919.

## Chefs de corps
| Grade           | Nom                               | Date                         |
| --------------- | --------------------------------- | ---------------------------- |
| Generalleutnant | Edwin Sunkel (de)                 | 19 juin 1916 - 9 mai 1918    |
| Generalmajor    | Hans von Langermann und Erlenkamp | 9 mai 1918 - 12 janvier 1919 |